# Antonio Briseño
Antonio Briseño Vázquez, né le 5 février 1994 à Guadalajara, est un footballeur mexicain qui évolue au poste de défenseur au Deportivo Toluca.

## Palmarès

### En équipe nationale
- Équipe du Mexique des moins de 17 ans
  - Vainqueur de la Coupe du monde de football des moins de 17 ans en 2011